# Hypaeus
Hypaeus Simon, 1900 è un genere di ragni appartenente alla famiglia Salticidae.

## Distribuzione
Delle 20 specie note di questo genere ben 19 sono diffuse in America meridionale: in particolare in Brasile, Venezuela, Guyana e Perù. La sola specie H. benignus è stata rinvenuta nell'America centrale:
precisamente in Messico, Guatemala, Costa Rica e Panama.

## Tassonomia
Questo genere è stato considerato un sinonimo posteriore di Dasyophrys Mello-Leitão, 1930 e di Lyssomonea Chamberlin & Ivie, 1936. Inoltre è stato rimosso dalla sinonimia col genere Amycus C. L. Koch, 1846, da uno studio dell'aracnologa Galiano del 1968.
A maggio 2010, si compone di 20 specie:
- Hypaeus annulifer Simon, 1900 — Brasile
- Hypaeus barromachadoi Caporiacco, 1947[3] — Guyana
- Hypaeus benignus (Peckham & Peckham, 1885) — dal Messico a Panamá
- Hypaeus concinnus Simon, 1900 — Brasile
- Hypaeus cucullatus Simon, 1900 — Ecuador
- Hypaeus duodentatus Crane, 1943 — Guyana
- Hypaeus estebanensis Simon, 1900 — Venezuela
- Hypaeus flavipes Simon, 1900 — Brasile
- Hypaeus flemingi Crane, 1943 — Venezuela, Brasile
- Hypaeus frontosus Simon, 1900 — Brasile
- Hypaeus ignicomus Simon, 1900 — Brasile
- Hypaeus luridomaculatus Simon, 1900 — Brasile
- Hypaeus miles Simon, 1900 — Brasile, Guyana
- Hypaeus mystacalis (Taczanowski, 1878) — Ecuador, Perù
- Hypaeus nigrocomosus Simon, 1900 — Brasile
- Hypaeus porcatus (Taczanowski, 1871)[4] — Guiana francese
- Hypaeus quadrinotatus Simon, 1900 — Brasile
- Hypaeus taczanowskii (Mello-Leitão, 1948) — Guiana francese, Guyana
- Hypaeus triplagiatus Simon, 1900 — Brasile, Perù
- Hypaeus venezuelanus Simon, 1900 — Venezuela